# Arachnothera
Arachnothera és un gènere d'ocells de la família dels nectarínids (Nectariniidae) que habita les zones forestals de l'ecozona indomalaia.

## Llista d'espècies
Se n'han descrit 13 espècies dins aquest gènere:
- Arachnothera longirostra - aranyera menuda.
- Arachnothera flammifera - aranyera flamígera.
- Arachnothera dilutior - aranyera de Palawan.
- Arachnothera crassirostris - aranyera becgrossa.
- Arachnothera robusta - aranyera becllarga.
- Arachnothera flavigaster - aranyera d'ulleres.
- Arachnothera chrysogenys - aranyera d'orelles grogues.
- Arachnothera clarae - aranyera caranua.
- Arachnothera modesta - aranyera modesta.
- Arachnothera affinis - aranyera pitestriada.
- Arachnothera everetti - aranyera de Borneo.
- Arachnothera magna - aranyera estriada.
- Arachnothera juliae - aranyera de Whitehead.